# Aivo
Aivo es una compañía de software de servicio al cliente especializada en productos de inteligencia artificial¡. Fue fundada en 2012 y tiene oficinas en Estados Unidos, Argentina, Brasil, México, Colombia y España. 
En 2016, la compañía fue reconocida con el premio Frost & Sullivan Archivado el 10 de mayo de 2019 en Wayback Machine. 2016 como Liderazgo de Producto de Agente Virtual Latinoamericano. Ese mismo año también fue reconocida como uno de los nueve emprendimientos destacados de Latinoamérica por Techonomics-Future Prediction de la CNN.

## Historia
Aivo fue fundada en 2012 en Córdoba, Argentina por Martín Frascaroli. Ofrece software de servicio al cliente omnicanal impulsado por Inteligencia Artificial. Su principal producto es AgentBot, un chatbot y plataforma de servicio al cliente que utiliza Inteligencia Artificial para interactuar con los clientes 24/7 a través de conversaciones naturales.

### Crecimiento
Desde 2018 a 2019, la compañía aumentó un 195% el número de clientes e incorporó 12 nuevos socios y 55 nuevos empleados.
Durante el 2018, la compañía fundó sus oficinas en Estados Unidos y España. Se incorporaron 9 nuevos puestos ejecutivos y gerentes de áreas, incluyendo CRO, CFO, Gerente de Customer Success, Gerente de Inteligencia Artificial, Gerente de Marketing, Gerente de Relaciones Públicas y Gerente de Legales, entre otros. La compañía ha visto un 80% de crecimiento desde el año pasado, y busca crecer un 40% más para enero de 2020.
Aivo es socio de Zendesk y Salesforce, entre otros. Desde enero de 2018, el número de socios ha incrementando un 271%.
Las certificaciones de seguridad de Aivo son General Data Protection Regulation (GDPR) y ISO 9001:2015, estándar internacional de carácter certificable que regula los sistemas de gestión de la calidad.

## Productos
Aivo ofrece software de servicio al cliente impulsado por Inteligencia Artificial. Por año, sus productos atienden a 130 millones de personas aproximadamente.

### AgentBot
AngetBot es un software automático omnicanal para servicio al cliente, impulsado por Inteligencia Artificial. Como un chatbot, está disponible para interactuar con clientes en todo momento a través de conversaciones naturales.
La compañía indica que algunas de sus principales características son las respuestas inmediatas, asistencia en todo momento, aprendizaje automático de interacciones previas, disponibilidad omnicanal, e identificación de oportunidades de ventas.
AgentBot fue elegido en Bogotá (Colombia) como la solución más innovadora para bancos y financieras por parte de Techonomics-Future Prediction de la CNN.

### Voice
Voice es un software automático de servicio al cliente vía telefónica impulsado por Inteligencia Artificial. Está desarrollado para interpretar lenguaje natural, como abreviaciones o errores ortográficos.

### Live
Live es un chat omnicanal para agentes de Servicio al Cliente. Utiliza Inteligencia Artificial para aprender de interacciones previas y evolucionar con su uso. Ofrece sugerencias a agentes, basadas en datos previamente cargados, para asistir en su trabajo.

### Help
Help es una base de conocimiento centralizado y un buscador inteligente de contenido. Funciona como un sitio de preguntas frecuentes y guías prácticas sobre los productos y servicios de la compañía para asistir a los clientes.